# Juliane Eule
Juliane Eule (* 1985) ist eine deutsche Altorientalistin.

## Werdegang
Juliane Eule studierte vom Wintersemester 2006/07 bis zum Wintersemester 2010/11 Sprache und Kultur des Vorderen Orients mit dem Schwerpunkt Altorientalistik und Ur- und Frühgeschichte an der Universität Jena und war von 2009 bis 2011 Studentische Hilfskraft am Lehrstuhl für Altorientalistik, von Ende 2010 bis Mitte 2013 Tutorin. Sie erwarb den Bachelorgrad mit einer Abschlussarbeit zum Thema Die Verbalparadigmen der Old Babylonian Grammatical Texts (OBGT). Daran schloss sich in Jena das Masterstudium an. Ihre Masterarbeit verfasste Eule zum Thema Das sumerische Klagelied CT 58, 78. Während des Masterstudiums und noch darüber hinaus bis März 2015 war sie wissenschaftliche Hilfskraft am Lehrstuhl. Von April 2014 bis April 2019 absolvierte Eule in Jena ihr Promotionsstudium. Dieses schloss sie mit der von Manfred Krebernik und dem Zweitgutachter Markus Hilgert betreuten Dissertation Untersuchungen zu den frühdynastischen Bau- und Weihinschriften aus Nippur ab.
Von April 2015 bis Jahresende 2019 war Eule Wissenschaftliche Mitarbeiterin im Projekt Wissenschaftliche Ersterschließung, Dokumentation und Digitalisierung von Keilschrifttafeln am Vorderasiatischen Museum in Berlin. Zum Beginn des Jahres wurde sie Kuratorin der bedeutenden Keilschriftsammlung des Vorderasiatischen Museums. Zu einer der ersten Tätigkeiten als neue Kuratorin gehörte im Frühjahr 2020 eine Reaktion aus Sicht der Texte der Sammlung auf die zu diesem Zeitpunkt grassierende COVID-19-Pandemie. Für den Film Ich bin dein Mensch von Maria Schrader fungierte Eule als fachliche Beraterin. Ein wichtiger Schwerpunkt der Arbeit liegt in der digitalen Zugänglichmachung der Sammlung für die Zeit der Museumsschließung von 2024 bis voraussichtlich 2037.

## Publikationen (Auswahl)
- Untersuchungen zu den frühdynastischen Bau- und Weihinschriften aus Nippur. Friedrich-Schiller-Universität Jena, Jena 2020 (Dissertation).